# Museo de Sitio de la Ferrería
El Museo de Sitio de la Ferrería es un recinto ubicado en el estado de Durango y en éste se exhiben diferentes piezas provenientes de algunas excavaciones arqueológicas de la zona, así como de otras áreas del estado. Fue inaugurado en el año 2000 y después fue reestructurado entre 2006 y 2007.
Tiene como propósito mostrar la importancia del medio ambiente, exponer la vida ritual, exponer la relación que existió entre las personas del Valle de Guadiana con los otros pueblos que vivieron en la costa del Pacífico.

## Museo
Se dice que el museo se desarrolló principalmente para exponer a la cultura Chalchihuite y la zona arqueológica describiendo el área natural, por ejemplo: 
- Ecotonos de Durango.
- El Valle de Guadiana.
- Norte del Trópico de Cáncer.

Además, se exponen temas como la creencia en los dioses, alimentación, equinoccios, juego de pelota, la población, oficios, etc. El recinto también tiene una colección arqueológica, principalmente tanto piezas de cerámica, como lítica.